# Chiesa di San Sebastiano (Silius)
La chiesa di San Sebastiano e Santa Barbara è un edificio religioso situato a Silius, centro abitato della Sardegna meridionale. Consacrata al culto cattolico, fa parte della parrocchia delle Sante Perpetua e Felicita, arcidiocesi di Cagliari.

## Storia
Non si conosce la data certa dell'erezione della chiesa. Un primo cenno ne fa nel dizionario del Casalis, il padre scolopio Vittorio Angius, il quale, nel 1838 alla voce “Silius”, a proposito dei luoghi di culto, cita la Chiesa di San Sebastiano, insieme alla chiesa parrocchiale e alla chiesa di Santa Caterina.
La seconda chiesa venne costruita nel 1863 e venne dotata di una tribuna per i cantori e un campanile quadrangolare con quattro archi.
Il presbiterio era rialzato di 60 cm rispetto all'aula. L'abside semicircolare e il presbiterio erano sormontati da volta solida e l'aula da volta a vela.
Alla fine del secolo la chiesa venne lasciata in abbandono e andarono in rovina il campanile e la tribuna per i cantori. Durante il parrocato del sacerdote Loi Francesco (1894-1912), per suo volere, la chiesa venne restaurata ed abbellita, venne acquistata una nuova campana e venne montata una pavimentazione lignea.
Durante il parrocato di don Loi e del successore don Sitzia Enrico (1912-1916) veniva celebrata la prima santa messa nei giorni festivi. Durante il parrocato del sac.  Antonio Piga e dei suoi successori le funzioni non si tennero più e la chiesa andò in rovina.
Nel 1925 il Comune riparò i tetti e negli anni successivi venne sostituita la pavimentazione lignea con mattonelle di cemento e vi venne traslato un altarino in marmo dalla parrocchiale. La chiesa non venne comunque più utilizzata per le funzioni e andò in rovina.
L'attuale chiesa, la terza, è stata dedicata ai martiri san Sebastiano e santa Barbara dal cardinale Sebastiano Baggio, arcivescovo metropolita di Cagliari il 7 dicembre 1972.

## Descrizione

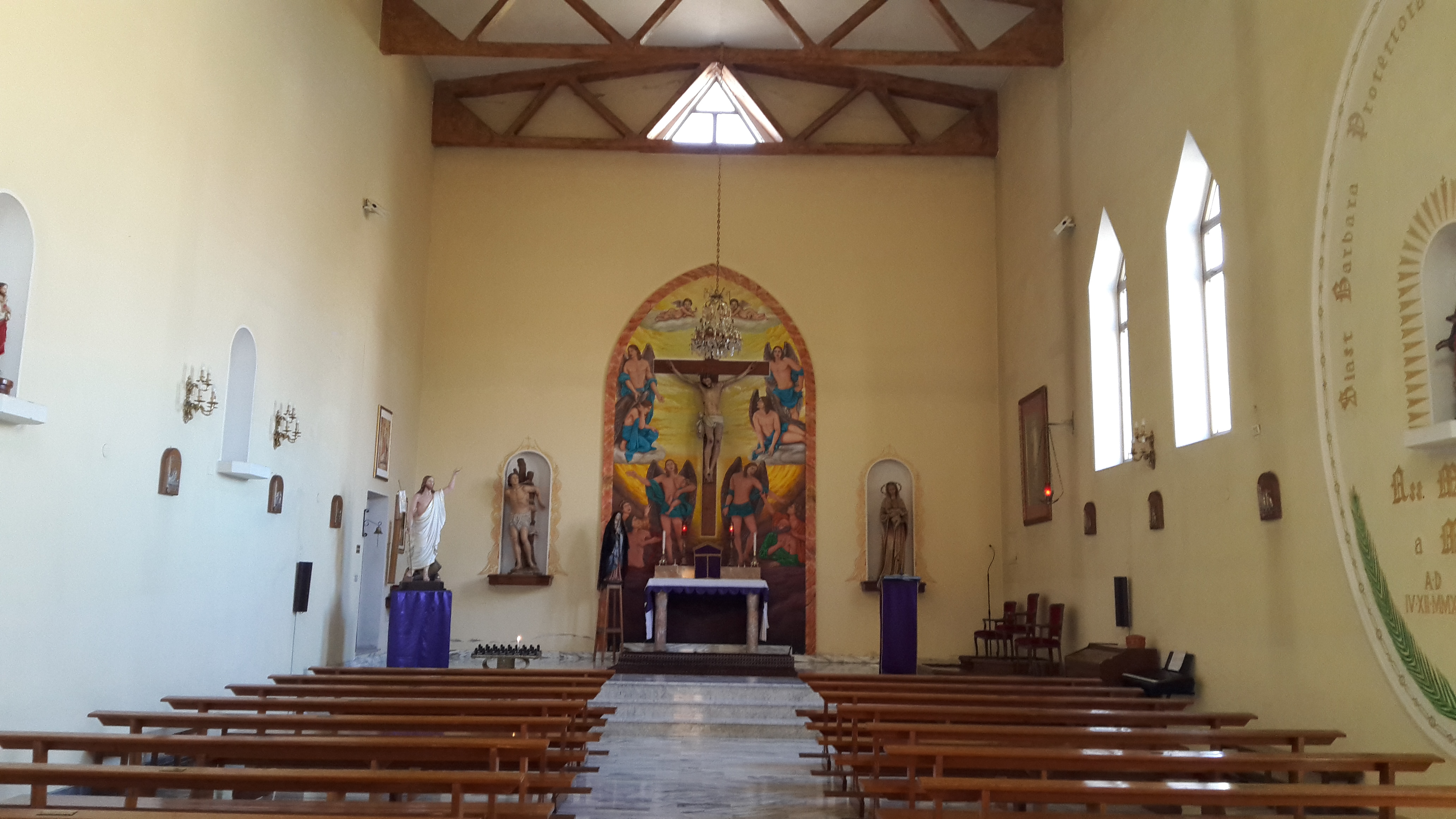
Interno

La facciata della chiesa attuale è a capanna ed è sormontata da un campanile a vela ad unica luce. L'accesso all'edificio è un portale ligneo ad arco a tutto sesto sovrastato da una finestra di forma rettangolare.
L'interno presenta un'unica navata. Lungo la parete di sinistra si aprono tre nicchie nelle quali si trovano le statue della Madonna di Lourdes, del Sacro Cuore e della Vergine Addolorata.
Sul presbiterio è presente un altare tridentino, sormontato da un maestoso crocifisso e da un affresco inserito in una cornice modanata ad arco a sesto acuto in gesso. L’affresco è affiancato da due nicchie contenenti le statue di san Sebastiano e della Madonna col Bambino.
Lungo la parete di destra sono presenti sette finestre a sesto acuto, tre delle quali sono state chiuse durante i lavori di restauro, durante i quali, tra la terza e la quarta finestra, è stata ricavata una nicchia per la statua di santa Barbara. La nicchia è circondata da una cornice modanata ovale in gesso all'interno del quale è stata affrescata una frase tratta da "Is Goccius" di santa Barbara.

## Cerimonie
Nella chiesa viene celebrata regolarmente la santa messa della domenica e le messe in un giorno centrale della settimana.
In essa si svolgono le messe solenni il 20 gennaio e il 4 dicembre, rispettivamente in onore di san Sebastiano e santa Barbara. Si svolgono inoltre i riti della benedizione delle palme ed è luogo di partenza della processione dei pargoli che riceveranno la prima comunione durante la messa del Corpus Domini.
La seconda settimana di luglio si svolgono i festeggiamenti in onore di santa Barbara. Da qui, il sabato precedente, parte la processione che si conclude nella miniera per la messa, dopodiché il corteo riaccompagna la santa nella chiesa.

## Galleria d'immagini

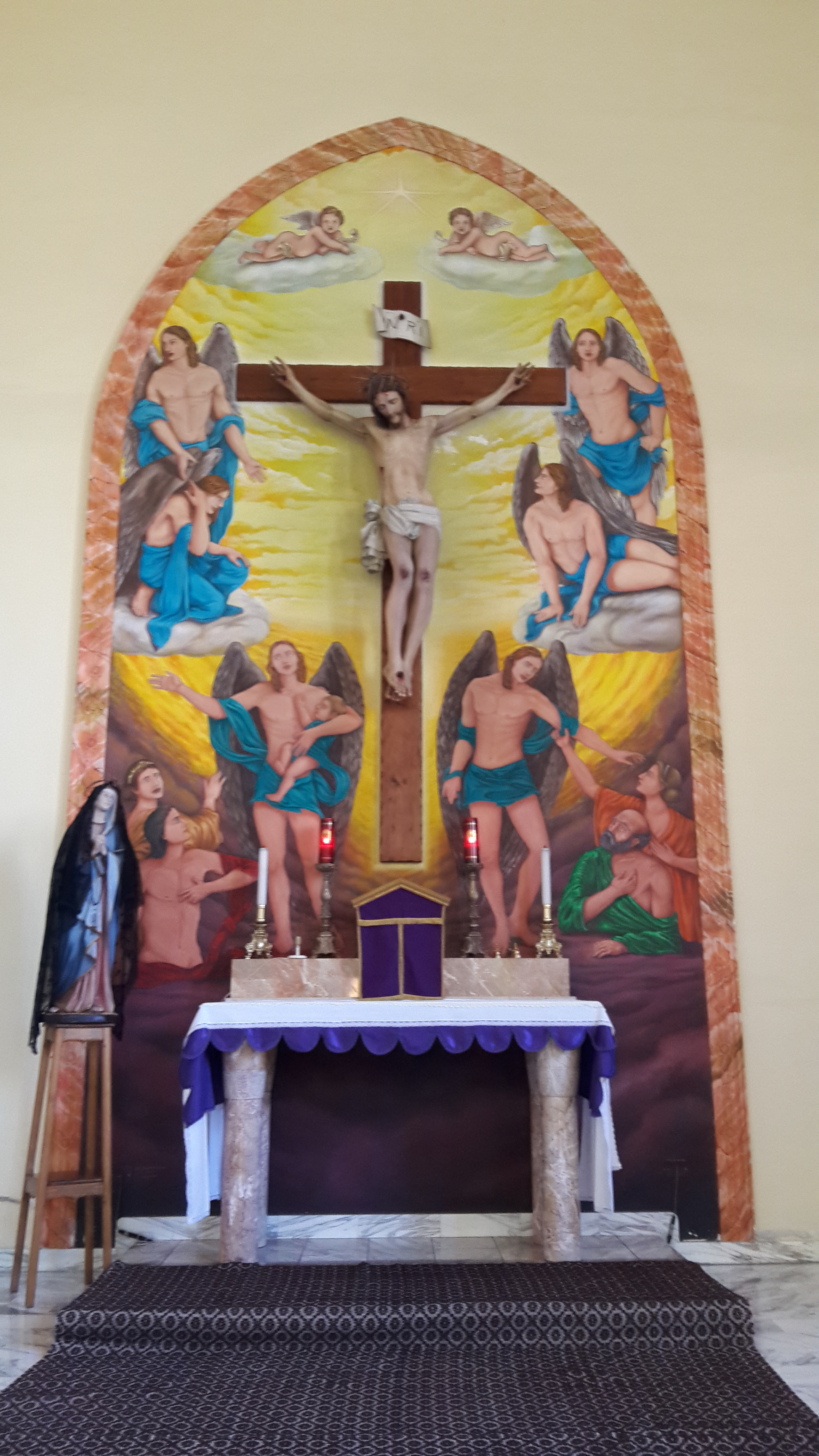
Altare maggiore
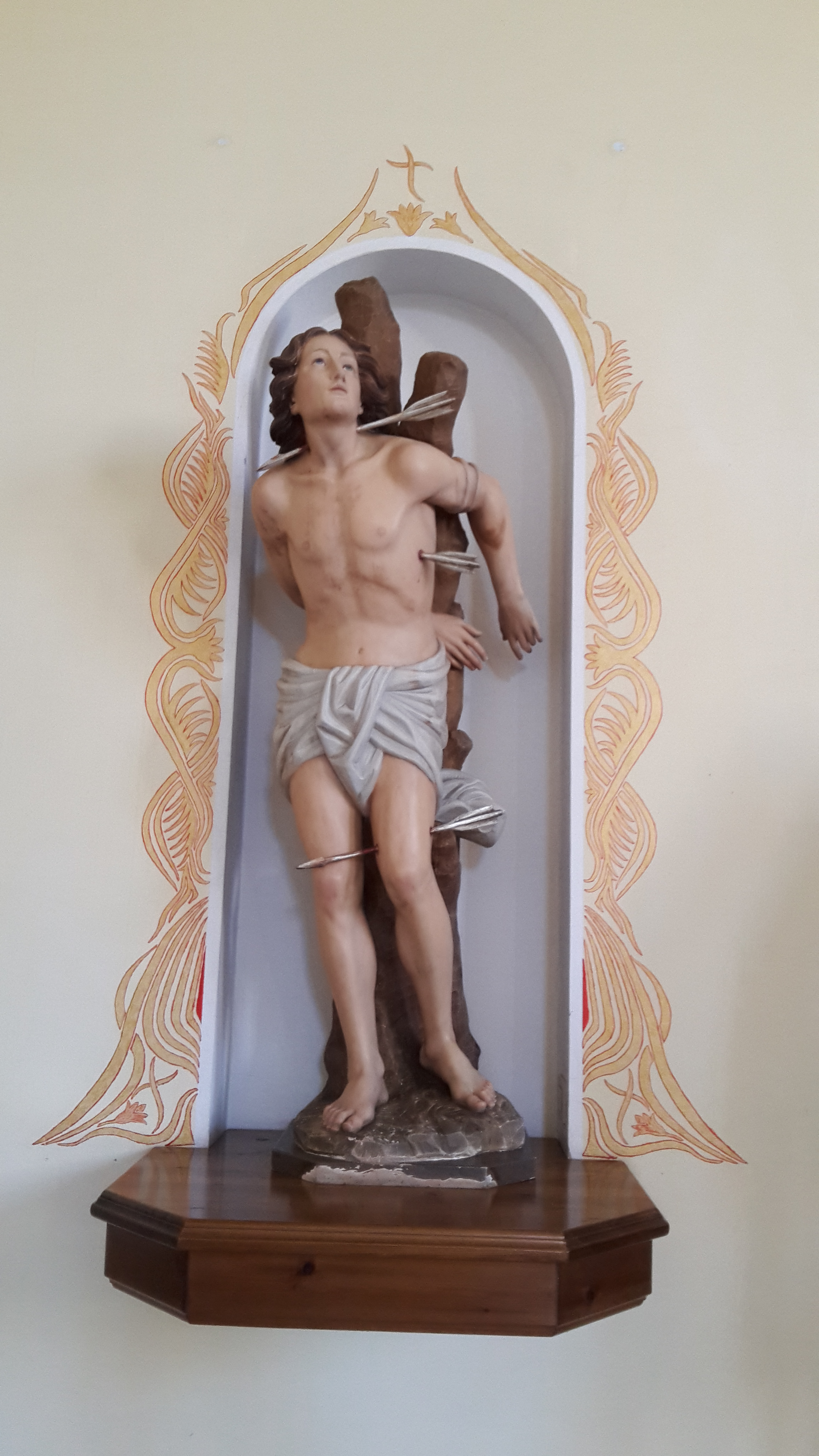
Effigie di San Sebastiano martire (contitolare della Chiesa)
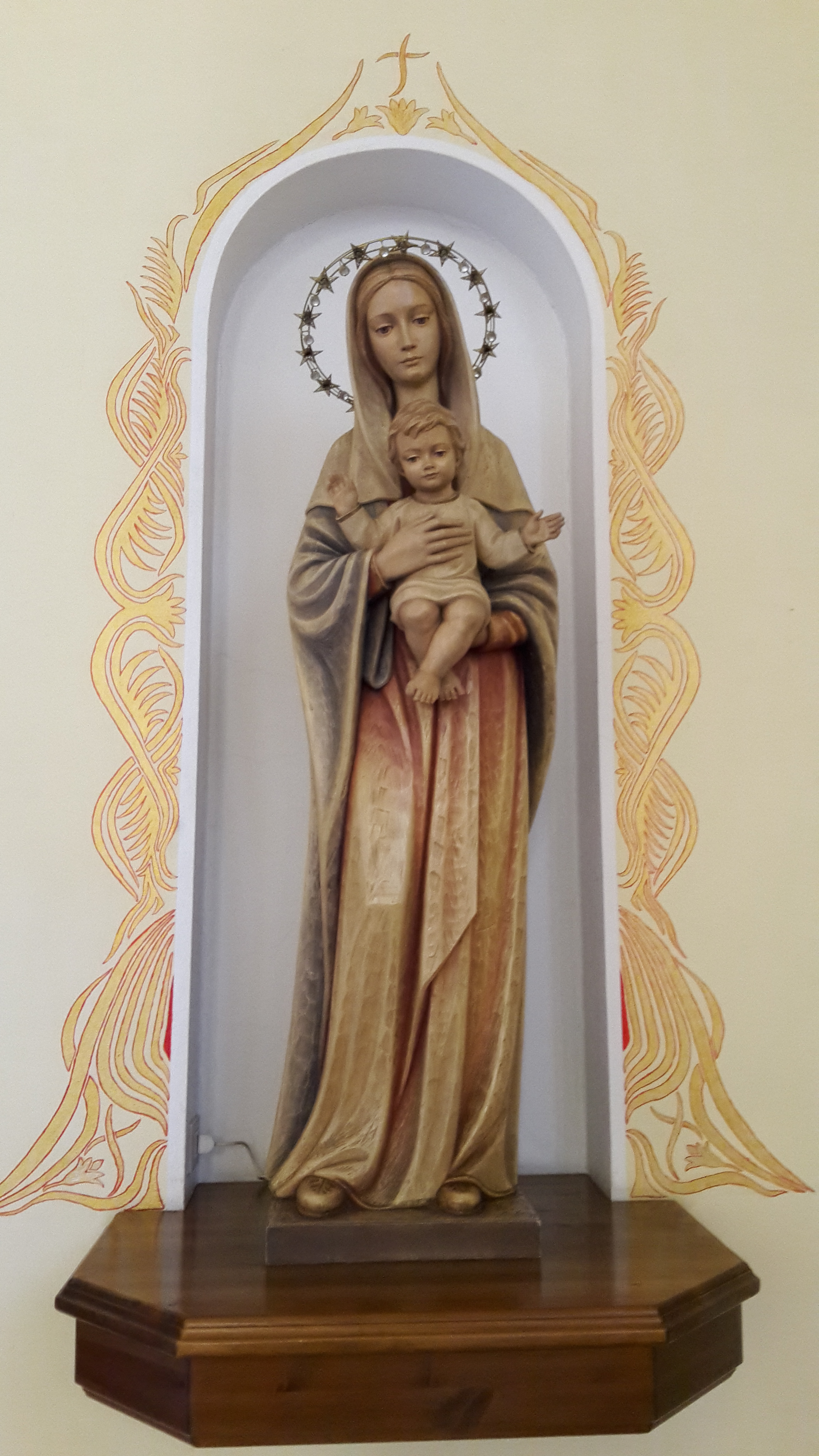
Effigie della Madonna col Bambino
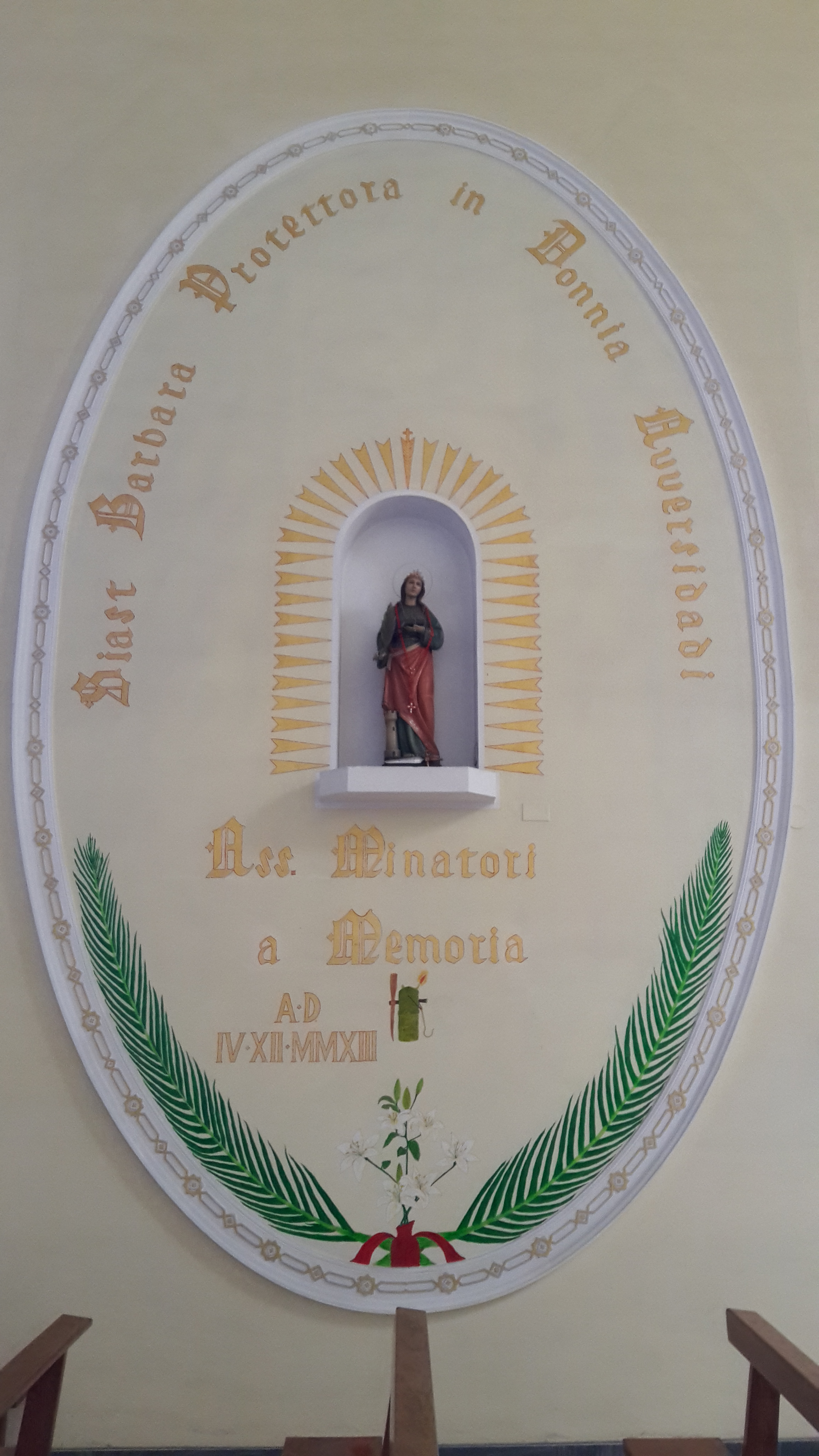
Effigie di santa Barbara vergine e martire (contitolare della chiesa)
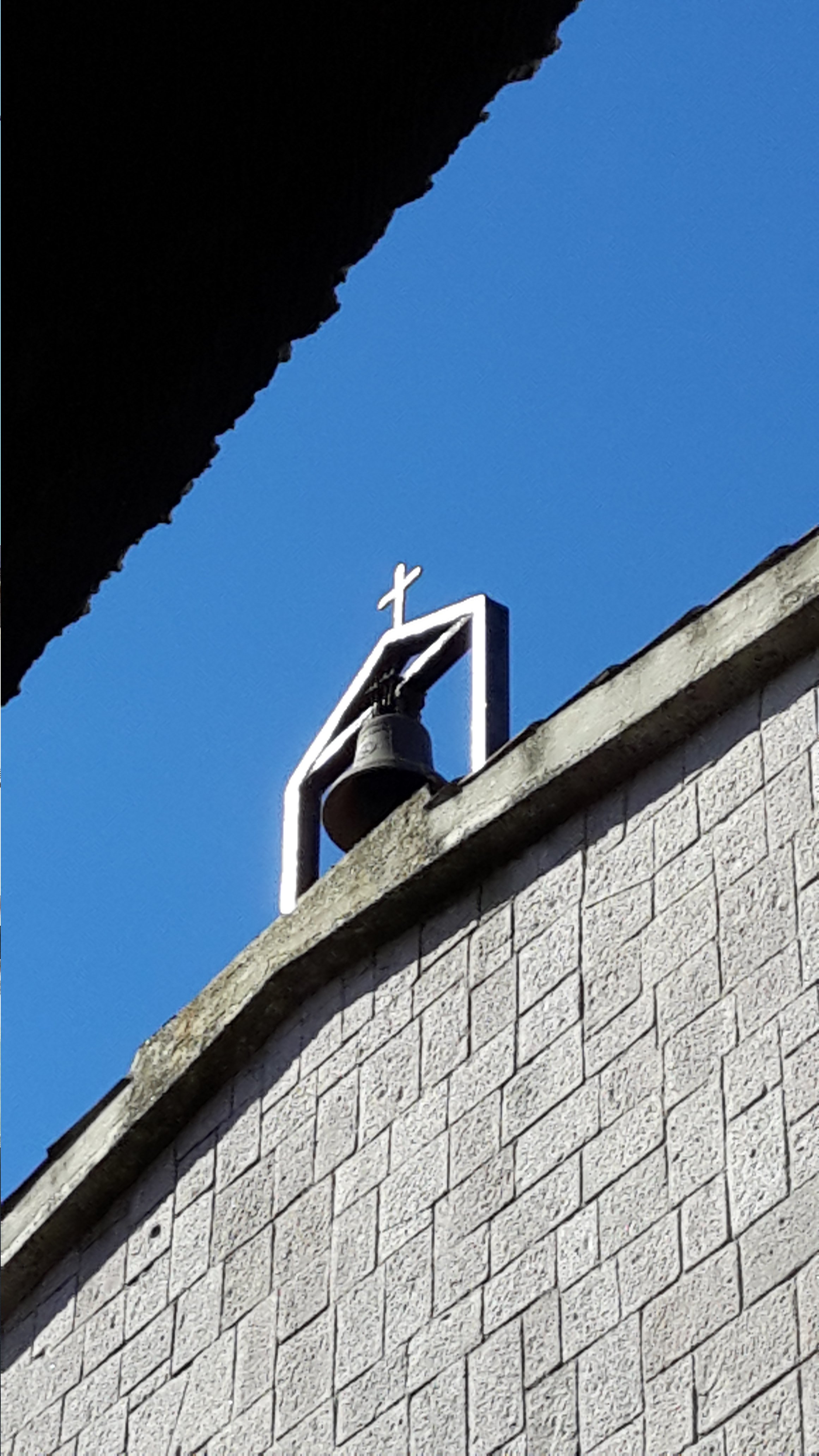
Campanile